# Tekniskt detekterings- och varningssystem
Tekniskt detekterings- och varningssystem (förkortat TDV) är ett dataintrångssystem som används av Försvarets radioanstalt (FRA) och vars syfte är att stoppa IT-angrepp. Med systemet kan FRA läsa innehållet i anslutna svenska statliga myndigheters in- och utgående datatrafik, inklusive e-post och datafiler som skickas mellan svenska medborgare och myndigheterna.
FRA liknar systemet med ett avancerat antivirussystem som med hjälp av kvalificerade signaturer upptäcker skadlig kod. Enligt FRA bedrivs verksamheten inom ramen för deras informationssäkerhetsverksamhet där de stödjer statliga myndigheter och statligt ägda bolag med rådgivning och tekniskt stöd. Verksamheten ligger alltså utanför signalspaningsverksamheten som är begränsad till att endast spana på utländska hot.
De uppgifter som samlas in via TDV, alltså data insamlad ur svensk datatrafik, kan användas när FRA signalspanar men kan även komma att utbytas med andra länder. Intrångsdetekteringen bygger på information som FRA har inhämtat i den globala signalspaningen. Trots kopplingarna till FRA:s försvarsunderrättelseverksamhet hade kontrollorganet Statens inspektion för försvarsunderrättelseverksamheten (Siun) i april 2013 inte informerats om TDV vars pilotverksamhet startades redan 2011. Däremot hade Datainspektionen informerats.
I april 2013 var FRA och ytterligare en myndighet anslutna till TDV. Enligt FRA installeras systemet bara hos de myndigheter som begär det och att det är den beställande myndigheten som beslutar hur de data och personuppgifter som FRA samlar in ska hanteras. Våren 2013 beredde Regeringskansliet om myndigheterna och de statliga bolagen som ska införa systemet ska utses av regeringen eller av Säkerhetspolisen och Försvarsmakten. FRA begärde extra budgetanslag för att bygga ut systemet till en okänd summa eftersom den hade hemligstämplats.